# Chambon-Sainte-Croix
Chambon-Sainte-Croix é uma comuna francesa na região administrativa da Nova Aquitânia, no departamento de Creuse. Estende-se por uma área de 6,66 km². Em 2010 a comuna tinha 78 habitantes (densidade: 11,7 hab./km²).